# ANAインターコンチネンタルホテル東京
ANAインターコンチネンタルホテル東京（エイ・エヌ・エイインターコンチネンタルホテルとうきょう、ANA InterContinental Tokyo）は、東京・赤坂のアークヒルズにある高級ホテル。運営はIHG・ANA・ホテルズグループジャパン。

## 概要
森ビルが開発を主導した赤坂から六本木にまたがる5.6ヘクタールにおよぶ再開発事業「アークヒルズ」内に、サントリーホール、テレビ朝日アーク放送センター、アーク森ビル、アークタワーズなどとともに、全日本空輸（ANA）が展開した全日空ホテルズの旗艦ホテル「東京全日空ホテル」として、1986年6月7日に開業した。運営は子会社の全日空エンタプライズが手掛けた。
2006年10月、外資系企業の参入が続く国内ホテル市場での競争力の強化を狙い、ANAは英国・インターコンチネンタルホテルズグループと資本・業務提携を結び、12月、共同出資会社である「IHG・ANAホテルズグループジャパン」が発足した。これに伴い、東京全日空ホテルは同社傘下となり、2007年4月に名称を「ANAインターコンチネンタルホテル東京」と改めた。さらに同月、ANAはANAインターコンチネンタルホテル東京など自社で不動産を保有する直営13ホテルを米国・モルガン・スタンレーグループに約2813億円で売却すると発表し、6月までにモルガン・スタンレーの特定目的会社である城山プロパティーズへの売却が完了した。
建物全体は、三角グリッドによって構成し、それにより、高層部では鋭角的な造型によって航空会社のホテルらしい、象徴性を打ち出すことを目指し、低層部では、三角グリッドの特徴ある連続性と有機的な平面構成を最大限発揮することを基本的なコンセプトとして設計された。
2023年10月から約15か月間にかけて大規模なリニューアルを実施し、客室の改装やクラブインターコンチネンタルラウンジの増床、レストランの新設などを実施した。シングルルームをダブルルームと併合し、スイートルームを増やしたため、客室数は開業当初の844室から801室に減少している。
設備としては12のレストラン&バー、ショッピングアーケード、大小20の宴会場、フィットネスルーム、ガーデンプール、エステティックサロン、ビジネスセンターなどがある。

## 沿革
- 1986年（昭和61年）6月7日 - 東京全日空ホテルとして開業。
- 2007年（平成19年）4月1日 - ANAインターコンチネンタルホテル東京に改称。

## 客室
- クラシック（28㎡）
- プレミアム（32㎡）
- 水スイート（52㎡）
- 空スイート（65㎡）
- 月スイート（52㎡）
- 風スイート（65㎡）
- 鳥スイート（56㎡）
- 花スイート（86㎡）
- 雅スイート（157㎡）

30階から35階までは「クラブインターコンチネンタルフロア」であり、同フロアとスイートルーム宿泊者は35階と36階の2ヶ所に設けられているクラブインターコンチネンタルラウンジを利用可能。当初ラウンジは35階のみだったが36階にも増設され、対象フロアも32階以上の4フロアから拡大した。

## 飲料
- カフェレストラン「カスケイドカフェ」（2階）
- ステーキレストラン「ザ・ステーキハウス」（3階）
- 中国料理「花梨」（3階）
- 日本料理「雲海」（3階）
- すし「乾山」（3階）
- 鉄板焼「赤坂」（37階）
- バー&ラウンジ「MIXXバー＆ラウンジ」（36階）
- ロビーラウンジ「アトリウムラウンジ」（2階）
- ロビーバー「ジュネヴァ ロビーバー」（2階）
- メインバー「ダビンチ」（3階）
- カフェバー「ブリュワーズ コーヒー＆バー」（3階）
- ペストリー/デリカテッセン「ブリュワーズ トゥーゴー」（2階）

### 過去に営業していた店舗
- ダイニング「ピエール・ガニェール」（36階）
- バー「シャンパン・バー」（3階）
- ペストリー/デリカテッセン「ピエール・ガニェール パン・エ・ガトー」（2階）

## アクセス
- 鉄道
  - 東京メトロ銀座線・東京メトロ南北線溜池山王駅13番出口より徒歩3分
  - 東京メトロ南北線六本木一丁目駅より徒歩5分
  - 東京メトロ丸ノ内線国会議事堂前駅より溜池山王駅出口利用徒歩13分
  - 東京メトロ日比谷線神谷町駅より徒歩10分
- バス
  - 成田国際空港・東京国際空港（羽田空港）から東京空港交通のリムジンバスが運行されている。
  - 渋谷駅・六本木駅・新橋駅から都営バス 都01系統で「赤坂アークヒルズ前」下車、徒歩約1分。渋谷駅・六本木駅 - アークヒルズ構内間運行のバス便も設定あり。